# Никола Танасковић
Никола Танасковић (Смедеревска Паланка, 21. октобар 1997) је српски кошаркаш. Игра на позицији крилног центра, а тренутно наступа за Будућност из Подгорице.

## Биографија
Танасковић је кошарком почео да се бави у родној Смедеревској Паланци, након чега је прешао у млађе категорије београдског Партизана. У децембру 2015. потписао је четворогодишњи уговор са Партизаном. За Партизан је дебитовао током такмичарске 2016/17. Учествовао је у освајању Купа Радивоја Кораћа 2018. године. Током сезоне 2017/18. играо је на двојној регистрацији за Спартак из Суботице. За наредну 2018/19. сезону прослеђен је на позајмицу у Младост из Земуна. Током Суперлиге Србије 2019. је наступао за ОКК Београд. У сезони 2019/20. био је играч Мега Бемакса. Наредни ангажман је имао у Борцу из Бања Луке. У јуну 2021. године је потписао за Игокеу. У екипи Игокее је остао до краја марта 2023. и са клубом је освојио једно првенство БиХ као и два национална Купа. Дана 26. марта 2023. потписао је уговор са шпанским Бреоганом до краја сезоне. Вратио се у Игокеу у августу исте године. У децембру 2023. напустио је Игокеу и прешао у екипу подгоричке Будућности.

## Успеси

### Клупски
- Партизан:
  - Куп Радивоја Кораћа (1): 2018.

- Игокеа:
  - Првенство Босне и Херцеговине (1): 2021/22.
  - Куп Босне и Херцеговине (2): 2022, 2023.